# تاريخ بروناي

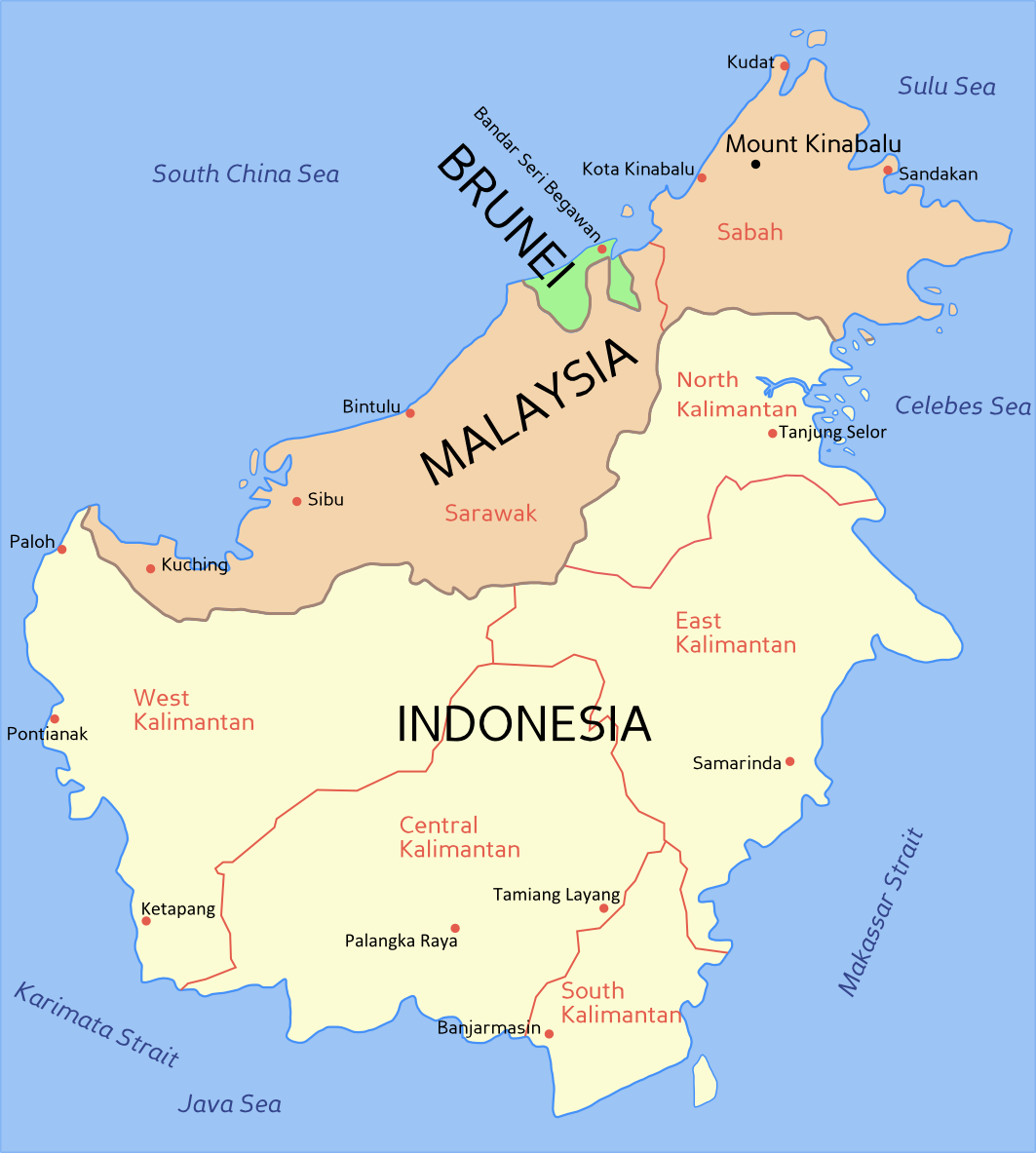
。

تاريخ بروناي. بلغت قوة سلطنة بروناي ذروتها ما بين القرنين الرابع عشر والسادس عشر، ويعتقد أن نفوذ السلطنة امتد إلى المناطق الساحلية حيث تقع ما يعرف في هذه الأيام بسراوق وصباح، وأرخبيل سولو، والجزر المحاذية للطرف الجنوب غربي لجزيرة بورنيو.
هناك اختلاف حول الفترة التي دخل فيها الإسلام إلى بروناي لأول مرة، إلا أن عددا من الأثار تشير إلى أن الإسلام مورس في الجزيرة منذ القرن الثاني عشر ميلادي. ومن بين الأثار شواهد قبور وجدت في مقابر إسلامية متعددة في بروناي، وخاصة شاهد القبر الذي وجد في مقبرة رانجاس لمسلم صيني اسمه بو كينج شو مينه، حيث دفن هناك سنة 1264، وكان هذا قبل مائة عام على اعتناق أونج الك بيتاتار للإسلام، الذي أصبح لاحقا السلطان المسلم محمد شاه، أول سلطان لبروناي. «بو» هو اسم عائلة صيني، ووفقا لمؤرخين صينيين، فإنه يميز حامله على أنه مسلم. ووفقا لشاهد القبر، فإن بو كينج شو مينه قدم من مدينة كوانجو الصينية. أثناء حكم سلالة سنج كان التجار العرب والفارسيون يسافرون إلى كانتون (كوانجو) في إقليم كونجتنج، وإلى شوان شو في مقاطعة فوجيان. 
لكن قبر بو كنه شو مينه ليس القبر الوحيد لمسلم صيني في مقبرة رانجاس، فهناك قبر مجاور لمسلم صيني آخر اسمه لي شيا زو من مدينة ينك شن (فوكيان) المتوفى سنة 1876 و'ينك شن' هي مدينة أخرى كان التجار العرب يسافرون إليها باستمرار.
ووفقا للسجلات الصينية المذكورة في كتاب «ملاحظات حول أرخبيل ملايو وملكة المجمعة من مصادر صينية» الذي كتبه وليم بيتر جرونفلت سنة 1880، فقد وصل تاجر ودبلوماسي صيني مسلم، اسمه بو له شي، وهو مشابه لاسم (أبو ليث)، إلى بروناي في القرن العاشر ميلادي.
في ذلك الوقت، استقبل ملك بروناي هيانج تا (بونجتو) التاجر-الدبلوماسي الصيني باحتفال رسمي عظيم.وهذا دليل على أن الإسلام دخل بروناي سنة 977. وقد يقول قائل إن التاجر-الدبلوماسي الصيني لم يجلب معه شيئا سوى بعض الهدايا والتحيات من إمبراطور الصين، لكن المثير للاهتمام أن ملك بروناي أرسل وفدا إلى الصين ليرد للإمبراطور واجب التحية، وقد ترأس هذا الوفد مسلم اسمه بو علي (أبو علي). بناء على هذه المعلومة، فإن أبو علي تقلد منصبا هاما في حكومة بروناي بما أنه كان سفير بروناي إلى الصين. ومع أن الملك لم يكن مسلما في ذلك الوقت، فإن عددا من أفراد بلاطه الملكي كانوا مسلمين.
ادعى عدد من المؤرخين الأروبيين أن بروناي لم تصبح دولة مسلمة حتى القرن الخامس عشر، إلا أن مرجعا صينيا (منج شيه، الكتاب 325)، ذكر أن ملك بروناي سنة 1370 كان ماهوموسا، ويقول البعض أن هذا الاسم يجب أن يقرأ كمحمود شاه. ولكن مؤرخي بروناي المحليين يقولون بان الاسم الحقيقي هو محمد شاه، أول سلطان مسلم لبروناي، حيث كان التجار العرب والفرس والسنديون يزورون بروناي في عهده. 
إلا أن روبرت نيكول، الذي كان مدير متحف بروناي، جادل في ورقة بحثية بعنوان 'ملاحظات على بعض القضايا الخلافية في تاريخ بروناي' بان الاسم ماهوموسا قد يلفظ كمها موكسا الذي يعني 'الخلود العظيم'، وهو ما يجعله اسما بوذيا. كما يجادل نيكول بأن سلطان بروناي الذي توفي في نانجينج سنة 1408 لم يكن مسلما. إلا أن مؤرخي بروناي يقولون بأن سلطان بروناي الثاني كان مسلما اسمه عبد المجيد حسن. وطبقا لمؤرخي بروناي، فإن السلطان محمد شاه اعتنق الإسلام سنة 1376 وحكم حتى سنة 1402. وبعد ذلك، صعد على العرش السلطان عبد المجيد حسن، وفي عهده زار المستكشف البحري الصيني المسلم جنج هي بروناي عدة مرات. على الأرجح أن هناك موجتين من التعاليم الإسلامية التي قدمت إلى بروناي، حيث قدمت الأولى عن طريق التجار القادمين من الجزيرة العربية وبلاد فارس والهند والصين. أما الموجة الثانية فحدثت بعد اعتناق السلطان محمد شاه للإسلام، ومع الموجة الثانية، انتشر الإسلام في بروناي بوتيرة متسارعة.
قاد الشريف علي، الذي يرجع نسبه إلى الرسول محمد صلى الله عليه وسلم من خلال أحفاده الحسن والحسين ما، نشر الإسلام في بروناي، حيث وصل الشريف علي إلى بروناي قادما من الطائف، ولم يلبث إلا فترة قصيرة قبل أن يتزوج ابنة السلطان أحمد. قام الشريف على ببناء مسجد في بروناي، ونشأت علاقة بينه وبين عدد من دعاة الإسلام في المنطقة مثل مالك إبراهيم الذي ذهب إلى جاوة والشريف زين العابدين في ملكه والشريف أبو بكر في سولو والشريف كيبنج سوان في مندناو. أصبح الشريف علي سلطانا لبروناي بعد أن استلم الحكم من والد زوجته، وعرف بلقب 'سلطان البركة' لما عرف عنه من التقوى والصلاح. كان السلطان علي يخطب في الناس في صلاة الجمعة، ولذلك لم يكن سلطانا فحسب، بل كان أيضا إماما علم شعب بروناي الدين الإسلامي. ووفقاً لتوماس ستامفورد رافلز في كتابه «تاريخ جاوة»، فإن الأنشطة الإسلامية للسلطان علي لم تكن مقتصرة على بروناي فحسب، بل امتدت إلى جاوة حيث قام بالدعوة للإسلام، وعرف هناك باسم «راجا شرمن»، كما دعا برابو أنكا وجايا ملك إمبراطورية مجابهيت للإسلام. أدت جهود سلطنة بروناي للدعوة للإسلام إلى نشر الإسلام خارج جزيرة بورنيو حتى وصلت إلى جزر الفلبين الجنوبية. عندما سقطت ملقة بيد البرتغاليين سنة 1511، لعبت بروناي دورا رئيسيا في نشر الإسلام في الإقليم.
ترسخ الإسلام في بروناي في القرن السادس عشر، وبنت بروناي أكبر مساجدها سنة 1578، حيث زاره المسافر الإسباني ألنسو بلتران، ووصفه بأنه مكون من خمسة طوابق ومبني على الماء.والأرجح أن الطوابق الخمسة رمزت إلى أركان الإسلام الخمسة. وفي يونيو من العام ذاته، قامت إسبانيا بتدمير المسجد. أدى التأثير الأوروبي إلى القضاء على بروناي كقوة إقليمية، حيث خاضت بروناي حربا وجيزة مع إسبانيا، احتل خلالها الإسبانيون عاصمة بروناي، ولكن الحرب انتهت بانتصار بروناي رغم خسارتها لعدد من أراضيها. وصلت سلطنة بروناي ذروة ضعفها في القرن التاسع عشر، عندما خسرت بروناي معظم أراضيها للملوك البيض حكام سراوق، وهو السبب في كون بروناي حاليا صغيرة المساحة ومقسمة إلى منطقتين منفصلتين. أصبحت بروناي محمية بريطانية سنة 1888 حتى سنة 1984، واحتلتها اليابان ما بين 1941 و 1945 خلال الحرب العالمية الثانية. حصلت ثورة صغيرة ضد الملكية سنة 1960، إلا أنها أخمدت بمساعدة من المملكة المتحدة، وعرف هذا الحدث بثورة بروناي. كانت الثورة أحد أسباب فشل فدرالية شمال بورنيو، كما أثرت جزئيا في قرار بروناي بالانسحاب من الفدرالية الماليزية.